# Карім Еннаб
Карім Еннаб (1 січня 1987) — йорданський плавець.
Учасник Олімпійських Ігор 2012 року.